# Аристакес I
Св. Аристакес I — 2-й армянский католикос (325—333), младший сын Св. Григора Просветителя, родился в Каппадокии.

## Биография
В 310 году, по повелению царя Трдата III, Св. Григорий вызвал его из Каппадокии и, в 318 году, рукоположил во епископы.
Св. Григор (Св. Григорий Просветитель) рукоположил сына своего Аристакеса главою епископов Армении, Кавказской Иверии (Грузия) и Кавказской Албании (Агванк).
В 325 году он, в качестве представителя Армянской Церкви, отправился на Первый Вселенский Собор в Никею, и его имя было записано в деяниях Собора рядом с именами других великих Отцов Церкви, как имя представителя Великой Армении. Он привёз в Армению Никейский Символ веры, который по приезде был одобрен св. Григором.
Через год св. Аристакес был официально поставлен Католикосом Армянской Церкви. Мученически погиб в 333 году.